# Devizni tečaj
Devizni tečaj izražava cijenu strane valute u domaćem novcu, te pokazuje koliko je domaćeg novca potrebno dati za jednu ili 100 jedinica stranog novca.
Devizni tečaj se formira pod utjecajem ponude i potražnje na deviznom tržištu, a formirat će se u onoj točki gdje se ponuda i potražnja stranih sredstava plaćanja nalazi u ravnoteži.
Devizni tečaj raste ako se poveća potražnja ili smanji ponuda stranih sredstava plaćanja, a pada ako se smanji potražnja ili poveća ponuda stranih sredstava plaćanja.

### Sustavi deviznih tečajeva:
- sustav čistih plivajućih tečajeva – odnosi zamjene valuta određuju se na temelju ponude i potražnje na deviznom tržištu
- sustav fiksnih deviznih tečajeva – država određuje odnos u kojem će se valute međusobno mijenjati. Najpoznatiji takav sustav je bio Zlatni standard u kojem je svaka zemlja vrijednost svoje valute odredila pomoću fiksne količine zlata
- sustav upravljanih deviznih tečajeva – tržište određuje visinu deviznih tečajeva ali država intervenira prodajom domaće ili strane valute ako se prijeđu određene granice.

### Vrste deviznih tečajeva
Devizni tečajevi mogu se klasificirati u četiri osnovne grupe:
- slobodno fluktuirajući (varijabilni)
- fiksni (vezani, currency board)
- manipulirani fluktuirajući (varijabilni)
- dirigirano fleksibilni (varijabilni) devizni tečaj

U slučajevima u kojima ponuda i potražnja određuju veličinu 
tečaja te promjene zovemo aprecijacija odnosno deprecijacija. 
- deprecijacija deviznog tečaja ili aprecijacija domaće valute

Povećanje vrijednosti domaće valute (koje se očituje u smanjenju broja jedinica domaće valute 
koje je potrebno izdvojiti za jednu jedinicu strane valute) 
- aprecijacija deviznog tečaja ili deprecijacija domaće valute

Smanjenje vrijednosti domaće valute 
(koje se očituje u povećanju broja jedinica domaće valute koje je potrebno izdvojiti za jednu jedinicu strane valute)
U slučajevima u kojima država administrativno određuje veličinu tečaja 
te promjene zovemo revalvacija i devalvacija. 
- revalvacija

Ako država zakonski poveća vrijednost domaće valute 
(devalvacija deviznog tečaja ili revalvaciji domaće valute)
- devalvacija

Ako država zakonski smanji vrijednost domaće valute 
(revalvacija deviznog tečaja ili devalvaciji domaće valute)

Nominalni devizni tečaj je relativna cijena dviju valuta.
Realni devizni tečaj ε je relativna cijena dobara u dvije zemlje.

## Tečajni paritet
Utvrđeni odnos između vrijednosti dviju valuta, uzimajući za mjerilo zlato ili neku treću valutu. Paritet može biti službeno određen ili slobodan (burzovni).

## Poveznice
- Makroekonomija
- Antiinflacijska politika
- Keynesijanizam
- Inflacija
- Deflacija
- Valutni rat